# Clintonia borealis
Clintonia borealis ist eine Pflanzenart aus der Familie der Liliengewächse (Liliaceae). Sie ist im nordöstlichen Nordamerika verbreitet und heißt dort bluebead lily, yellow clintonia oder corn lily.

## Beschreibung
Clintonia borealis ist eine aus dünnen Rhizomen horstbildende, krautige Pflanze, die eine Wuchshöhe von 20 bis 50 Zentimeter erreicht. Die zwei bis vier gestielten Blätter sind länglich-rund bis elliptisch verkehrt-eiförmig, 15 bis 30 Zentimeter lang und 5 bis 10 Zentimeter breit mit glänzend dunkelgrüner Spreite.
Blütezeit ist von Anfang Mai bis Anfang Juli. Die razemösen Blütenstände sind kurz, endständig und tragen drei bis acht, selten bis zehn Blüten. Die ein bis selten drei Tragblätter sind schmal blattartig. Die nickenden Blüten haben gelbe bis gelblich-grüne, schmal länglich-runde Blütenhüllblätter, die 12 bis 16 Millimeter lang und 3,5 bis 4,5 Millimeter breit sind. Die Staubfäden sind 12 bis 17,5 Millimeter lang, die länglich-runden Staubbeutel sind 2 bis 3,5 Millimeter lang.
Die Früchte sind eiförmige, ultramarinblaue, 8 bis 12 Millimeter lange Beeren. Sie enthalten 8 bis 16 Samen, die 3 bis 5 Millimeter lang sind.
Die Chromosomenzahlen betragen 2n = 28 bzw. 32.

## Verbreitung
Die Art findet sich im nordöstlichen Nordamerika (Kanada, USA) von der Ostküste bis nach Minnesota im Westen, von Neufundland im Norden bis Pennsylvania im Süden, sowie zusätzlich noch von Südpennsylvania aus in einem schmalen Korridor entlang der Grenzen zwischen West Virginia und Virginia bzw. Tennessee und North Carolina. Sie besiedelt dichte Nadel-, Misch- und Laubwälder in Höhenlagen zwischen 0 und 1600 Metern.

## Systematik und botanische Geschichte
Erstbeschrieben wurde die Art 1789 von William Aiton als Dracaena borealis, 1832 dann stellte Constantine Samuel Rafinesque sie zur von ihm bereits 1818 erstbeschriebenen Gattung Clintonia. Der Gattungsname ehrt DeWitt Clinton, mehrfach Gouverneur von New York, das Art-Epitheton verweist auf die nördliche Verbreitung.